# Mastixis comptulalis
Mastixis comptulalis là một loài bướm đêm trong họ Noctuidae.